# Phytoliriomyza depricei
Phytoliriomyza depricei este o specie de muște din genul Phytoliriomyza, familia Agromyzidae, descrisă de Stéphanie Boucher și Wheeler în anul 2001.
Este endemică în Yukon. Conform Catalogue of Life specia Phytoliriomyza depricei nu are subspecii cunoscute.